# Egidio de Asís
Egidio de Asís (Asís, ca. 1190-Perugia, 23 de abril de 1262), también conocido como Gil de Asís, fue un religioso católico italiano, de los primeros seguidores de Francisco de Asís y de la Orden de Frailes Menores, fundada por este. Es venerado como beato en la Iglesia católica.

## Biografía
No se tiene ningún dato preciso de los primeros años de la vida de Egidio, salvo que era campesino y conocía a los primeros discípulos de Francisco, Bernardo y Pedro. Siguiendo a estos vistió el sayal de los pobres de Asís el 23 de abril, fiesta de san Jorge. Inmediatamente después acompañó a Francisco en sus predicaciones por las regiones vecinas a Ancona. También acompañó al fundador a Roma, en 1209, cuando recibieron la aprobación oral de la Regla por el papa Inocencio III.
Según la tradición franciscana, Egidio peregrinó a diversos santuarios principales de la cristiandad, entre estos la tumba de Santiago en Compostela, los lugares significativos en Tierra Santa, el santuario de San Miguel Arcángel en Monte Sant'Angelo y la basílica de San Nicolás en Bari. En cada uno de estos lugares se caracterizó por ganarse el pan con su propio trabajo, incluso siendo huésped de un cardenal, se dedicó a barrer la casa y limpiar los platos. Además se dedicaba a la predicación itinerante según lo permitido por la Iglesia a los franciscanos de entonces.
Egidio fue destinado por Francisco a una ermita en Monteripido, cerca de Perugia, en donde se dedicó a una vida contemplativa hasta sus últimos días. Allí llegaban muchos peregrinos para recibir sus consejos. Se dice que incluso algunos papas y prelados, y hasta el rey Luis IX de Francia quisieron tenerle por consejero. Murió el 23 de abril de 1262.
A él se atribuyen una serie de dichos y sermones populares, recogidos posteriormente en un documento, bajo el título Dicta. Tenidos en gran estima por Buenaventura de Bagnoregio y por el papa Pío VI.

## Culto
Egidio es venerado como santo inmediatamente después de su muerte. Su fama se extendió por la región de Perugia en 1262. Los franciscanos han propagado el culto a donde ellos iban fundando nuevos conventos, ligado siempre a la memoria de Francisco y sus primeros compañeros. El culto inmemorial de Egidio fue confirmado por el papa Pío VI en 1777, con el título de beato. El Martirologio romano recoge su memoria el día 23 de abril. Sus reliquias reposan en una urna de mármol, en el oratorio de San Bernardino de la ciudad de Perugia.